# ホンダ・CBR400RR
CBR400RR（シービーアールよんひゃくアールアール）は、本田技研工業が1987年から2000年に製造販売した、CBRシリーズに属す、排気量400㏄クラスのロードスポーツ・モデルのオートバイである。

## 概要
本モデルは、1986年から販売されていたNC23型CBR400Rの実質的フルモデルチェンジ車であり、従来のフルカバードボディからよりレーシーなフルカウルを装着するレーサーレプリカにコンセプトを移行した上で車名変更を併せて実施したモデルである。
1988年当初はNC23型、1990年以降は大幅な設計変更を行ったNC29型が  2000年まで製造された。
※本項では型式別に解説を行うとともにスペック等は後述する#諸元を参照のこと。

## NC23型
1987年12月15日発表、1988年1月19日発売。
型式名は先代のCBR400Rと同じであるほか、搭載される内径x行程：55.5x42.0（mm）・排気量399㏄のNC23E型水冷4ストロークカムギアトレーン4バルブDOHC並列4気筒エンジンもキャリーオーバーで当時の自主規制最高値となる59psであるが、以下の改良を実施した。
車体
- フルカバードフェアリングをレーサーレプリカタイプのフルカウルへ変更

NC23E型エンジン
- シリンダーヘッドを設計変更
- 圧縮比を11.0→11.3へ変更
- バルブ駆動はロッカーアームを排し直押しダイレクト式へ変更
- バルブを3.8mmへ細軸化し径を吸気22mm/排気19.5mmへ大径化
- マフラーはサイレンサーをアルミニウム製へ変更
- 水冷式オイルクーラーを搭載
  - これらの設計変更により最高出力59ps/12,500rpmはそのままに最大トルクは3.8㎏-m/10,000rpm→4.0㎏-m/10,000rpmへアップした

足回り
- サスペンションは以下の変更を実施
  - フロントは41mm径テレスコピックであるが円筒空気ばね併用を廃止
  - リヤはスイングアームであるが市販車としては初となるトラス構造のトライアームを採用
- タイヤサイズは100/80-17→120/60-17（前）・130/70-18→150/60-18（後）へ極太低扁平化した上でバイアスからラジアルへ変更
- ローター径296mmの前輪ダブルディスクブレーキをフローティング化

その他
- タンデムシート下に容量4Lのユーティリティボックスを新設
- 燃料タンク容量が16→15Lへ減少
- 速度計ギアボックスの取り出しをフロントホイール（フロントフォーク/アウターチューブ）からカウンターシャフト（ドライブスプロケットカバー）へ移設
- 車重を乾燥165㎏/装備184㎏→乾燥162㎏/装備179㎏へ軽量化

日本国内年間販売目標16,000台、希望小売価格699,000円に設定した。
本型式の性能向上や設計変更の伴うマイナーチェンジについて本田技研工業は公式的な発表はしておらず、1988年7月・11月ならびに1989年6月にカラーリング変更・追加のみ行ったとしているが、CBR400RRことNC23後期モデルは、出荷時期により次の二つに大別する事ができる。
- NC23後期モデルの前期生産車両（'88モデル）全3色

1988年1月出荷開始：白×青×赤（テラブルー×ファイティングレッド）、黒×灰（グラニットブルーメタリック）
1988年7月出荷開始：白×青×紺（セイシェルナイトブルー×パールクリスタルホワイト）
1988年の全日本ロードレース選手権 TT-F3クラスに投入されたチームHRCによる競技専用の最新レーサー（注：当時）RCB400を模したカウリングと彩色が与えられたモデル。外観上の特徴として、燃料タンク側面のウイングマークが80年代を象徴するクラシカルな羽を模した図柄である点、角ばったバックミラーが採用されている点、車体の一部に「Hurricane」のペットネームが配されている点などが挙げられる。
当該年式は同年車体色の違いを問わず全モデルに黒いヘッドライトカバー（64105KY2700ZA、64106KY2700ZA）が装着されており、白基調のボディカラーの車体では、ヘッドライトカバーの存在が際立つ。
- NC23後期モデルの後期生産車両（'89モデル）全3色

1988年12月出荷開始：白×青×赤（パールクリスタルホワイト×テラブルー×ファイティングレッド）、黒×灰（グラニットブルーメタリック×ブリッツグレーメタリック）
1989年6（7）月出荷開始：青×紺×白（セイシェルナイトブルー×パールクリスタルホワイト）
燃料タンク側面のウイングマークをモダンでシンプルな図柄へと刷新、バックミラーには本体およびステーに流線形が用いられた新規のエアロデザインを採用、「Hurricane」のペットネームは削除されている。通称「猫目」とも呼ばれた印象的な二眼ヘッドライトの黒い縁どりカバーは型番を更新・2色設定とし、カウリングが白基調の赤色および青色の車体のヘッドライトカバーにはボディカラーに合わせた白い部品（64105KY2700ZC、64106KY2700ZC）が用いられ、その存在感が抑えられた仕上がりとなっている。
キャブレターのセッティングも変更され、同時にエキゾーストパイプおよびサイレンサー内部構造の変更とパイプ径の変更。集合部の形状変更。アッパーフェアリング前部の左右からのエアーインテイクからエアクリーナへの空気の導入を廃止とそれに伴うフレーム穴の廃止。アッパーフェアリング支柱の補強とそれに伴う配線周りの回し方の変更など多岐に及ぶ。主にパワーを抑制する方向に変更された。

## NC29型

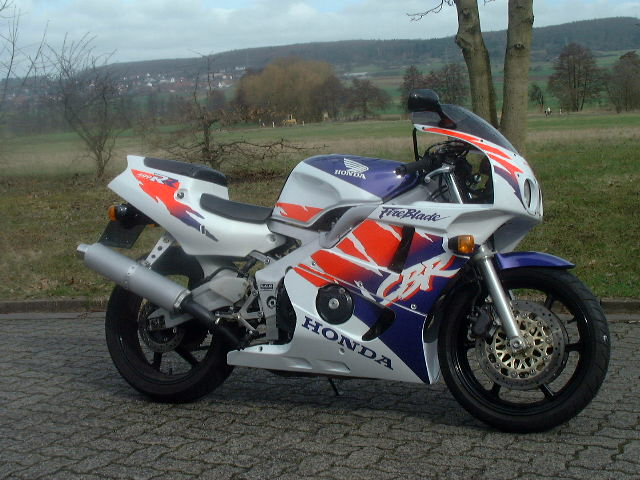
CBR400RR（NC29型）

高次元ヒューマンフィッティングを開発キーワードにNC23型から以下の改良ならびに設計変更を実施した1990年モデルへのフルモデルチェンジ車である。
車体
- フレームをアルミツインチューブダイヤモンド型から低重心構造[注 4]としたアルミニウム製バックボーン型へ変更
- カウル形状を変更
- 慣性マスの集中化[5]

NC23E型エンジン（キャリーオーバー）
- シリンダーとアッパーケースを一体化させるとともにメインシャフト取付位置を変更[5]
- クランク・メイン・カウンターの各シャフトを一直線上に配置することによってケースカバーの小型化ならびにクラッチ関係パーツを小型軽量化[5]
- 3方向分配式のダイレクトエアインテークを装備[6]
- インテークマニホールド径を29mm→26mmへ小径化した上でストレート化[7]
- エアクリーナーにレゾネーターを新設[7]
- キャブレターをVG04型からVP01型へ変更[7][8]
- ピストンを8g軽量化[9]
- 点火装置を三次元マップコントロール方式のPGMイグニションへ変更化[10]
- 常時噛合式6段マニュアルトランスミッションの6速をハイギアード化ならびに1次/2次減速比を変更[11]
- マフラーは連結パイプを配した4into2into1の360゜集合構造としエキゾーストマニホールド径を31.8mm→φ35mmへ大径化[11]
- エンジンオイル容量を3.5L→3.8Lへ増量[8]
- これらの結果最高出力発生回転数が13,000rpmへ変更[8]

足回り
- リヤサスペンションのスイングアーム形状をキャステックガルアームへ変更[5]
- キャスター角・トレール量・ホイールベースを変更[12]
- 前後ホイールをアルミ製中空3本スポークキャストからU字型6本スポークに変更し前150g・後200gのばね下重量を軽減[5]
- 後輪サイズを17インチ化[5]

その他
- バッテリーをMF8→MF6へ小型軽量化[5]
- タンデムシート下ユーティリティボックスの容量を5.5Lへ増量[13]

### 遍歴
1990年2月20日発表 同年3月19日発売
- 日本国内年間販売目標14,000台 消費税抜希望小売価格699,000円[注 5]

1992年3月30日発表 同年4月7日発売
- トリコロールカラーをブラッシュ（刷毛塗り）パターンにするとともにCBRロゴを変更
- 日本国内年間販売目標4,600台 消費税抜希望小売価格710,000円[注 6]

1993年11月19日発表 同年12月15日発売
- 最高出力自主規制値変更によるNC23E型エンジンならびに一部仕様変更を伴うマイナーチェンジ
  - 最高出力53ps/13,000rpm・最大トルク3.6kg-m/10,000rpmへ変更
  - カムシャフト形状見直しならびにバルブタイミングを変更
  - 圧縮比を11.7へ変更
- フロントサスペンションを伸び側減衰力調整機構付きカートリッジタイプへ変更
- リヤサスペンションのセッティング変更
- 常時点灯義務化[注 7]に備えヘッドライトスイッチを廃止するとともにフロントウィンカー内蔵式ポジションランプを採用
- 車体色パターンを変更
- フロントカウルにFireBlade[注 8]のロゴを追加
- 車重が乾燥163㎏/装備180㎏へ増加
- 日本国内年間販売目標2,500台 消費税抜希望小売価格739,000円[注 9]

2000年
- 生産終了[9]

## 諸元
| 車名                   | CBR400RR                                                   | CBR400RR                                                   |
| 型式                   | NC23                                                       | NC29                                                       |
| モデルイヤー           | 1989                                                       | 1992                                                       |
| 全長（m）              | 2.020                                                      | 1.990                                                      |
| 全幅（m）              | 0.675                                                      | 0.670                                                      |
| 全高（m）              | 1.110                                                      | 1.080                                                      |
| シート高（m）          | 0.765                                                      | 0.750                                                      |
| 最低地上高（m）        | 0.120                                                      | 0.125                                                      |
| ホイールベース（m）    | 1.380                                                      | 1.365                                                      |
| 最低回転半径（m）      | 3.0                                                        | 3.0                                                        |
| 車両重量（kg）         | 乾燥164/装備182                                            | 乾燥162/装備179                                            |
| 60㎞/h定地走行燃費     | 34.0km/L                                                   | 35.0km/L                                                   |
| エンジン型式           | NC23E型水冷4ストロークカムギアトレーン4バルブDOHC並列4気筒 | NC23E型水冷4ストロークカムギアトレーン4バルブDOHC並列4気筒 |
| 総排気量               | 399cc                                                      | 399cc                                                      |
| 内径x行程（mm）        | 55.0x42.0                                                  | 55.0x42.0                                                  |
| 圧縮比                 | 11.3                                                       | 11.3                                                       |
| 燃料供給               | VG04                                                       | VP01                                                       |
| 最高出力               | 59ps/12,500rpm                                             | 59ps/13,000rpm                                             |
| 最大トルク             | 4.0kg-m/10,000rpm                                          | 4.0kg-m/10,000rpm                                          |
| 点火方式               | フルトランジスタ式バッテリー点火                           | フルトランジスタ式バッテリー点火 （PGMイグニション）       |
| 始動方式               | セルフスターター                                           | セルフスターター                                           |
| 潤滑方式               | 圧送式飛沫式併用ウエットサンプ                             | 圧送式飛沫式併用ウエットサンプ                             |
| 潤滑油容量             | 3.5L                                                       | 3.8L                                                       |
| 燃料タンク容量         | 15L                                                        | 15L                                                        |
| クラッチ               | 湿式多板コイルスプリング                                   | 湿式多板コイルスプリング                                   |
| 変速方式               | 左足動常時噛合式6速リターン                                | 左足動常時噛合式6速リターン                                |
| 1速                    | 3.307                                                      | 3.307                                                      |
| 2速                    | 2.352                                                      | 2.352                                                      |
| 3速                    | 1.875                                                      | 1.875                                                      |
| 4速                    | 1.590                                                      | 1.590                                                      |
| 5速                    | 1.434                                                      | 1.434                                                      |
| 6速                    | 1.333                                                      | 1.318                                                      |
| 減速比（1次/2次）      | 2.181/2.666                                                | 2.117/2.600                                                |
| フレーム形式           | ダイヤモンド式                                             | バックボーン式                                             |
| フロントサスペンション | テレスコピック                                             | テレスコピック                                             |
| リヤサスペンション     | スイングアーム （トライアーム）                            | スイングアーム （キャステックガルアーム）                  |
| キャスター             | 25°15'                                                     | 24°30'                                                     |
| トレール               | 95.0mm                                                     | 91.0mm                                                     |
| タイヤ（前）           | 120/60R-17                                                 | 120/60R-17                                                 |
| タイヤ（後）           | 150/60R-18                                                 | 150/60R-17                                                 |
| ブレーキ（前）         | 油圧式ダブルディスク                                       | 油圧式ダブルディスク                                       |
| ブレーキ（後）         | 油圧式シングルディスク                                     | 油圧式シングルディスク                                     |
| ---------------------- | ---------------------------------------------------------- | ---------------------------------------------------------- |